# Florentino Ameghino
Giovanni Battista Fiorino Giuseppe Ameghino, ispanizzato in Florentino Ameghino (Moneglia, 19 settembre 1853 – La Plata, 6 agosto 1911), è stato un naturalista, zoologo, paleontologo e antropologo argentino di origine italiana.

## Biografia
A lungo ritenuto nato in Argentina, si scoprì da un documento scritto di suo pugno e venuto alla luce nel 2020 che il suo luogo di nascita era in realtà Moneglia, comune della Liguria all'epoca facente parte del Regno di Sardegna.
La famiglia emigrò in Sudamerica quando aveva 18 mesi e si stabilì a Luján, nella provincia di Buenos Aires, dove il giovane Fiorino, divenuto poi Florentino, compì gli studi.
Fu maestro elementare e iniziò i suoi studi naturalistici da autodidatta, collezionando fossili nella pampa, con l'aiuto del fratello minore Carlo.
La sua collezione, che divenne una delle maggiori del mondo, fornì le basi per ricerche di geologia e paleontologia, alle quali aggiunse poi studi di zoologia e antropologia.
In gioventù offrì un saggio del suo ateismo in un articolo sul quotidiano La Crónica in cui dissacrò i presunti effetti miracolosi di oggetti religiosi (Una virgen falsificada, 1884), illustrando le ragioni scientifiche (basate sull'origine locale dei materiali di cui si componevano) di tali fenomeni.
Divenne professore di zoologia all'università di Córdoba, vicedirettore del Museo della Plata e direttore del Museo nazionale di Buenos Aires.

## Opere e risultati
Ameghino fu un prolifico saggista. Le sue Obras completas furono pubblicate in 24 volumi.
Oltre a fondare lo studio della geologia e paleontologia dell'Argentina, Ameghino diede importanti contributi alla tassonomia zoologica, in particolare individuando e denominando diversi taxa sia estinti che viventi.
Convinto evoluzionista, fu tra i primi sostenitori di una classificazione scientifica basata sulla filogenesi e sull'uso di concetti matematici.
Tra i numerosi animali estinti descritti da Ameghino, si ricordano i mammiferi Adianthus, Acropithecus, Astegotherium, Parastrapotherium, Deuterotherium, Protheosodon, Interatherium, Eohyrax, Promacrauchenia, Cochilius, Pachyrukhos, Propachyrucos, Anisolambda, Henricosbornia, Notopithecus, Hegetotherium, Notostylops, Rhynchippus, Tetramerorhinus, Archaeohyrax, Proterotherium, Pharsophorus, Licaphrium, Trachytherus, Utaetus, Stegotherium, Ancylocoelus, Leontinia, Scalabrinitherium, Diadiaphorus, Proeutatus, Asmodeus, Pelecyodon, Astraponotus, Cramauchenia, Nematherium, Borhyaena, Catonyx, e i dinosauri Clasmodosaurus e Loncosaurus.

## In suo onore
Hanno avuto il suo nome la città di Florentino Ameghino ed il Partido di Florentino Ameghino nella Provincia di Buenos Aires, il Dipartimento di Florentino Ameghino, il lago Florentino Ameghino, generi e specie di piante e funghi, il minerale ameghinite e il cratere Ameghino sulla Luna e infine una via a lui dedicata nel suo paese natale, Tessi.